# Miconia lasiocalyx
Miconia lasiocalyx är en tvåhjärtbladig växtart som beskrevs av Célestin Alfred Cogniaux. Miconia lasiocalyx ingår i släktet Miconia och familjen Melastomataceae.
Artens utbredningsområde är Bolivia. Inga underarter finns listade i Catalogue of Life.